# Apertura (ajedrez)
|       |       |       |       |       |       |       |       |       |  |
|       | a8 rd | b8 nd | c8 bd | d8 qd | e8 kd | f8 bd | g8 nd | h8 rd |  |
| a7 pd | b7 pd | c7 pd | d7 pd | e7 pd | f7 pd | g7 pd | h7 pd |       |  |
| a6    | b6    | c6    | d6    | e6    | f6    | g6    | h6    |       |  |
| a5    | b5    | c5    | d5    | e5    | f5    | g5    | h5    |       |  |
| a4    | b4    | c4    | d4    | e4    | f4    | g4    | h4    |       |  |
| a3    | b3    | c3    | d3    | e3    | f3    | g3    | h3    |       |  |
| a2 pl | b2 pl | c2 pl | d2 pl | e2 pl | f2 pl | g2 pl | h2 pl |       |  |
| a1 rl | b1 nl | c1 bl | d1 ql | e1 kl | f1 bl | g1 nl | h1 rl |       |  |
|       |       |       |       |       |       |       |       |       |  |

En ajedrez se denomina apertura a la fase inicial del juego, en la que se procede a desarrollar las piezas desde sus posiciones iniciales. Las tres fases de una partida de ajedrez son: apertura, medio juego y final. Las secuencias de movimientos iniciales reconocidas se conocen como aperturas o defensas y se le han dado nombres como: la Apertura española, la Defensa siciliana y el Gambito de dama. Hay docenas de aperturas diferentes que pueden variar ampliamente desde el punto de vista del carácter, desde el juego posicional (p.ej. la Apertura Reti y algunas líneas del Gambito de Dama) hasta líneas de táctica salvaje (como el Gambito Letón y la Defensa de los dos caballos).
La apertura es un elemento fundamental en el ajedrez. Una apertura sólida permitirá obtener posiciones ventajosas; por el contrario, la debilidad en la apertura difícilmente podrá ser compensada en el posterior transcurso del juego.
En la actualidad la apertura está ampliamente estudiada (en algunos casos hasta la jugada 20 o más), hasta el punto de que en muchas partidas los primeros movimientos se realizan de forma automática de acuerdo con la teoría de aperturas establecida. Las secuencias de movimientos de la apertura que se consideran estándar (a menudo catalogadas en un trabajo de referencia como la enciclopedia de aperturas de ajedrez) se conocen como "movimientos de libro". Estos trabajos de referencia a menudo presentan estas secuencias en simples árboles de apertura en notación algebraica o tablas de teoría. Un nuevo movimiento en la apertura se conoce como una "novedad teórica". Cuando una partida se empieza a desviar de la teoría de aperturas conocidas, se dice que los jugadores se "salen del libro". En algunas líneas de apertura, los movimientos considerados mejores para ambos bandos han sido calculados para veinte o veinticinco movimientos o más. Los jugadores profesionales pasan años estudiando las aperturas y continúan así durante toda su carrera, según continúa evolucionando la teoría de aperturas.
Para una lista de aperturas según la clasificación de la Encyclopedia of Chess Openings (ECO), ver Enciclopedia de aperturas de ajedrez.
Para una lista detallada de aperturas y variantes, ver Anexo:Aperturas de ajedrez
Para la lista de aperturas actualmente incluidas en la Wikipedia consulte lista de aperturas de ajedrez.

## Reglas clásicas
Algunas de las reglas clásicas que se recogen en todos los tratados sobre ajedrez y que rigen el método clásico de juego en la apertura son:
- Abrir el juego con uno de los peones centrales.
- Desarrollar primero los caballos y luego los alfiles.
- Intentar controlar el centro del tablero.
- No mover la misma pieza más de una vez durante la apertura.
- No realizar jugadas innecesarias de peón.
- Centrarse en el desarrollo de las piezas.
- Tratar de enrocarse lo antes posible.

Actualmente predominan ideas como:
- Buscar la mejor colocación de las piezas acorde con la estructura de peones.
- El dinamismo para el uso de las piezas.
- La elasticidad máxima y la no definición temprana.
- El orden de apertura y su distribución.
- Crear estructuras de peones según las piezas disponibles para cada bando.

## Principios fundamentales de la apertura en ajedrez
Todos los principiantes temen quedar perdidos en la apertura, caer en una trampa que les haga perder la partida antes de empezar. Este miedo les hace demandar que se les enseñe aperturas, sin darse cuenta de que lo más importante no es conocer todas las líneas de aperturas, sino saber terminar la partida. José Raúl Capablanca afirmaba, y lo han confirmado luego todos los grandes maestros, que toda jugada está conectada con el final; la apertura está conectada con el medio juego, y este con el final. El final, además, puede estudiarse por sí mismo. 
No obstante, un mal comienzo de la apertura puede implicar un resultado catastrófico, que nos lleve a perder la partida antes de tiempo. Para evitar esto es necesario seguir estrictamente una serie de principios para asegurarnos un buen comienzo de la partida. El aficionado debe memorizar estos principios y aplicarlos siempre. Es necesario conocerlos bien antes de empezar a estudiar aperturas, ya que todas ellas se guían por estos mismos principios, resueltos de una manera o de otra. No solo evitará la catástrofe en la apertura, sino que podremos encontrar una jugada adecuada si el rival juega una variante desconocida para nosotros. Los aficionados no son, ni quieren ser, enciclopedias de aperturas.

### Conceptos clave
Antes de nada una serie de conceptos clave.
- Centro: Las casillas d4, e4, d5 y e5. Si incluimos las casillas adyacentes a estas hablamos de centro ampliado.
- Pieza centralizada: Pieza colocada en una de las casillas centrales de tal manera que no sea fácilmente atacada.
- Tiempo: Jugada útil para llevar a cabo un plan; en nuestro caso sacar las piezas y controlar el centro.
- Desarrollo: Proceso de poner en juego nuestras piezas y peones.
- Espacio: Cantidad de casillas dominadas por nuestras piezas, particularmente las que están detrás de la cadena de peones.

La apertura abarca las siete, diez, quince, primeras jugadas en las que el objetivo es poner nuestras piezas en juego y controlar el centro. De esta manera planteamos nuestra partida, y aspiramos a encontrar una serie de temas tácticos en el medio juego y llegar a un final tipo, que sabemos ganar. Para hacer bien la apertura debemos tener un buen desarrollo y unas piezas activas.

### Reglas para un buen desarrollo
1. Mover una pieza o un peón diferente en cada movimiento.
2. Abrir el juego con los peones de rey o dama, ya que pueden ocupar el centro.
3. En general, sacar los caballos antes que los alfiles, particularmente si son del mismo lado.
4. No sacar la dama demasiado pronto, sobre todo a casillas avanzadas. Nos la atacarían y deberíamos romper la primera regla.
5. Enrocar lo antes posible, para resguardar al rey y conectar las torres.
6. Procurar hacer el menor número de movimientos de peón en el planteamiento.
7. Procurar mantener, al menos, un peón en el centro.
8. En general, colocar las torres en las columnas que estén libres de nuestros peones, o detrás de nuestros peones más avanzados, sobre todo si están pasados o pueden avanzar más casillas que otro.
9. Enrocarse en las diez primeras jugadas, siempre que sea posible, ya que una avalancha de peones sobre el centro puede ser muy peligrosa.

### Reglas de actividad
Reglas para desarrollar las piezas de manera activa y acumular tiempos
1. Colocar las piezas en casillas que amenacen el centro.
2. Colocar las piezas en casillas que amenacen ganar material.
3. Colocar las piezas en casillas que eviten una amenaza del rival.
4. Colocar las piezas en casillas que dominen muchas casillas, particularmente en el campo contrario (movilidad).
5. Colocar las piezas con armonía, es decir, en casillas que no estorben los movimientos de nuestras propias piezas.
6. Colocar las piezas en lugares que hagan que las piezas enemigas dispongan de menos movilidad.
7. Colocar las piezas presionando los puntos débiles del contrario.
8. No hacer jugadas sin un objeto determinado (pérdida de tiempos).
9. Crear diversas amenazas y así molestar al contrario.

entre otras cosas.

### Romper las reglas
Estas reglas no se deben romper nunca a no ser que:
1. Se pueda dar jaque mate.
2. Se pueda ganar material.
3. Se obligue al rival a romper estas mismas reglas en la jugada siguiente.

También se pueden romper si:
1. Se logra impedir el desarrollo del rival.
2. Se pueden descoordinar las piezas del rival.
3. Se pueden desbaratar la estructura de peones del rival.
4. Se logra ganar un tiempo suplementario. Por ejemplo, atacando con nuestros peones las piezas contrarias.
5. Se impide temporal o definitivamente el enroque del rival.

Estas cinco últimas reglas requieren del ajedrecista experiencia y una correcta valoración de la posición resultante.

### Se puede malograr si
Un buen desarrollo inicial se puede malograr si:
1. Se cambia una pieza que se ha movido muchas veces por una que se ha movido pocas veces.
2. Se cambia una pieza activa por una pieza que no lo es, y no puede serlo en la jugada siguiente.
3. Nos capturan una pieza que hemos movido muchas veces con una pieza que se ha movido pocas veces, particularmente si es su primera jugada.
4. Nos vemos obligados a retrasar una pieza desarrollada en el centro.

### Precisiones finales
1. Procuraremos ganar espacio avanzando los peones centrales si, y sólo si, tenemos la iniciativa y están apoyados desde atrás por nuestras propias piezas, ya que de lo contrario los perderemos.
2. Si podemos hacer una captura en una casilla con dos peones, uno lateral y otro central, preferiremos tomar con el peón lateral, a no ser que la captura con el peón central dé más actividad a nuestras piezas.
3. En ocasiones uno de los bandos sacrifica un peón para que el rival pierda un tiempo capturándolo, a este lance se le llama gambito.
4. Recordemos que para poder lanzar un ataque debemos dominar, al menos, tres de las cuatro casillas centrales. A la oportunidad de comenzar el ataque la llamamos iniciativa, y la tiene quien antes termine el desarrollo.

## Nomenclatura de las aperturas
En la historia temprana del ajedrez la ausencia de un sistema adecuado o ampliamente utilizado de notación hizo muy pesado la descripción de los movimientos de la apertura de una partida. Fue natural asignar nombres a secuencias de movimientos de aperturas para facilitar las discusiones. La teoría de aperturas empezó a ser estudiada científicamente desde los años 1840 y muchas variantes se descubrieron y nombraron en este periodo y posteriores. Desafortunadamente la nomenclatura de aperturas se desarrolló al azar y muchos nombres son más accidentes históricos que basados en cualquier principio sistemático.
Las aperturas más antiguas tienden a ser llamadas con nombres de lugares geográficos y de personas. Muchas aperturas se llaman con nacionalidades, por ejemplo la Inglesa, Española, Francesa, Holandesa, Escocesa, Rusa, Italiana, Escandinava y Siciliana. También se utilizan las ciudades como Vienesa, Berlín, Cambridge o Londres. 
Los nombres de los jugadores de ajedrez son una fuente común para los nombres de las aperturas. El nombre dado a una apertura no es siempre el del primer jugador que la adoptó, a menudo una apertura se llama según el jugador que la popularizó o que publicó los análisis de ella. Entre las aperturas eponímicas están la apertura Ruy López, la defensa Alekhine, la defensa Morphy y la Apertura Reti. Algunas aperturas toman su nombre en honor de dos personas como la Defensa Caro-Kann.
Unos cuantos nombres de aperturas son descriptivos, como la Giuoco piano (italiano: "partida lenta"). Descripciones más prosáicas son la Defensa de los dos caballos y la Defensa de los cuatro caballos. Los nombres descriptivos son menos comunes que las aperturas llamadas como lugares o personas.
A algunas aperturas se le han dado nombres extravagantes, a menudo nombres de animales. Esta práctica se hizo más común en el siglo XX. Por entonces, muchos de las secuencias más comunes y tradicionales de los movimientos de apertura ya habían sido nombrados, así que éstos tendían a ser inusuales o aperturas recientes como la Orangután, Hipopótamo, Elefante y Erizo.
Además del nombre de la apertura, existen términos comunes como Partida, Defensa, Gambito y Variante. Otros menos comunes son Sistema, Ataque, Contraataque, Contragambito, Opuesto e Invertido. Aunque estos términos no tengan definiciones precisas, hay algunas observaciones generales sobre cómo deben utilizarse.
PartidaUsado solo para algunas aperturas antiguas (por ejemplo Partida Escocesa, Partida Vienesa o Partida de los Cuatro Caballos) en libros antiguos.
AperturaJunto con Variante, este es el término más común.
VarianteUsada generalmente para describir una línea dentro una apertura más general, por ejemplo la Variante del Cambio de la Apertura Española.
DefensaSiempre se refiere a una apertura elegida por las negras, como la Defensa de los Dos Caballos o la Defensa India de Rey, a menos que esté revertida, lo que la convierte en una apertura con los colores cambiados.
GambitoUna apertura que involucra el sacrificio de material, normalmente uno o más peones. Los gambitos los pueden jugar las Blancas (p.ej., el Gambito de Rey) o por las negras (p.ej., el Gambito Letón). El nombre completo a menudo incluye las palabras Aceptado o Rehusado dependiendo si el oponente aceptó el material ofrecido, como en el caso del Gambito de Dama Aceptado y el Gambito de Dama Rehusado. En algunos casos, el sacrificio de material es sólo temporal. Por ejemplo, después de 1.d4 d5 2.c4 dxc4 (el Gambito de Dama Aceptado), el Blanco puede conseguir el peón sacrificado inmediatamente con 3.Da4+ si lo desea.
ContragambitoUn gambito ofrecido en respuesta a un gambito del oponente o en algunos casos, un gambito jugado con negras. Ejemplos de contragambitos son el Contragambito Albin al Gambito de dama, el Contragambito Falkbeer al Gambito de rey y el Contragambito Greco (el antiguo nombre del Gambito Letón).
SistemaUn método de desarrollo que puede utilizarse contra muchas configuraciones del oponente. Ejemplos de sistemas son el Sistema Reti, el Sistema Barcza, el Sistema Hedgehog y el Sistema Londres.
AtaqueAlgunas veces se utiliza para describir una variante agresiva o provocadora como el Ataque Albin-Chatard (o Ataque Chatard-Alekhine), el Ataque Fegatello en la Defensa de los dos caballos o el Ataque Grob. En otros casos se refiere a sistemas defensivos de las negras que son adoptados por las Blancas, como el Ataque indio de rey. En otros casos el nombre parece ser utilizado irónicamente, como con el inofensivo Ataque Durkin.
Invertido, Con los colores cambiadosUna apertura de Negras jugada por el Blanco, o más extraña una apertura de Blancas jugada por el Negro. Ejemplos de este término son la Siciliana con los colores cambiados (de la Apertura Inglesa) y la Húngara invertida.
Una pequeña minoría de aperturas son prefijadas con "Anti-". Estas aperturas intentan evitar una línea particular de otra manera disponible para el oponente, por ejemplo el Anti-Marshall (contra el Contraataque Marshall en la Española) y el Gambito Anti-Merano (contra la Variante Merano de la Defensa Semi-Eslava).

## Clasificación
La clasificación clásica de aperturas de ajedrez establece cuatro o seis grandes grupos de aperturas:
- Aperturas abiertas: Aquellas que se dan tras los movimientos 1.e4 e5.
- Aperturas semiabiertas: Aquellas en las que tras 1.e4 las negras responden con una jugada diferente a 1...e5.
- Aperturas cerradas: Aquellas que se dan tras los movimientos 1.d4 d5.
- Aperturas semicerradas: Aquellas en las que tras 1.d4 las negras responden con una jugada diferente a 1...d5.
- Aperturas de flanco: Aquellas donde las blancas inician con algún peón diferente de 1.e4 y 1.d4. Las opciones válidas para el blanco son avanzar 1 casilla los peones b y g o avanzar 2 posiciones los peones b, c, f y g  o mover un caballo a su posición más central. En algunos libros de aperturas se encuentran en el apartado de aperturas irregulares.
- Aperturas irregulares: Aquellas que no están incluidas en anteriores por ser consideradas extravagantes o débiles para el blanco. Son las que mueven un caballo al lateral del tablero o avanzan un peón ( excepto b3 y g3 ) una sola casilla o mueven 2 posiciones los peones laterales de las filas a y h .

Existen múltiples aperturas con nombre propio. La nomenclatura clásica les otorga el nombre del lugar o el jugador que las popularizó o una referencia al movimiento realizado. Por citar algunas: la Defensa siciliana, el Gambito de dama, la Defensa india de rey, la Defensa francesa, la Apertura escocesa, Apertura Ruy López, etc. También tienen nombre propio las variantes de las aperturas principales y las subvariantes más populares. 
Existen otros esquemas de clasificación para las aperturas de ajedrez. El más conocido es la clasificación ECO que proporciona una lista de aperturas de ajedrez. Aunque el código ECO es muy útil para conocer las apertura con sus subvariantes no es demasiado descriptivo.
La manera más usada para describir el comienzo de una partida, es dar el nombre clásico de la apertura.
En revistas y libros se suelen detallar los nombres clásicos de apertura, variante y subvariante seguido del código ECO, y de la lista en notación algebraica de los primeros movimientos.  

### Aperturas abiertas (1.e4 e5)
|       |       |       |       |       |       |       |       |       |  |
|       | a8 rd | b8 nd | c8 bd | d8 qd | e8 kd | f8 bd | g8 nd | h8 rd |  |
| a7 pd | b7 pd | c7 pd | d7 pd | e7    | f7 pd | g7 pd | h7 pd |       |  |
| a6    | b6    | c6    | d6    | e6    | f6    | g6    | h6    |       |  |
| a5    | b5    | c5    | d5    | e5 pd | f5    | g5    | h5    |       |  |
| a4    | b4    | c4    | d4    | e4 pl | f4    | g4    | h4    |       |  |
| a3    | b3    | c3    | d3    | e3    | f3    | g3    | h3    |       |  |
| a2 pl | b2 pl | c2 pl | d2 pl | e2    | f2 pl | g2 pl | h2 pl |       |  |
| a1 rl | b1 nl | c1 bl | d1 ql | e1 kl | f1 bl | g1 nl | h1 rl |       |  |
|       |       |       |       |       |       |       |       |       |  |

El Blanco empieza jugando 1.e4 (avanzando su peón de rey dos casillas). Este es el movimiento de apertura más popular y tiene mucha fuerza - inmediatamente trabaja en controlar el centro y libera dos piezas (la Dama y un Alfil). Las aperturas más antiguas del ajedrez empiezan con 1.e4. Bobby Fischer calificó 1.e4 como el "mejor en las pruebas". El inconveniente es que 1.e4 ubica un peón en una casilla indefensa y debilita d4 y f4; el maestro húngaro Gyula Breyer melodramáticamente declaró que "Después de 1.e4 la partida del blanco en su última agonía". Si el Negro imita al Blanco y replica 1...e5, el resultado es una apertura abierta.
El segundo movimiento más popular para las Blancas es 2.Cf3 atacando el peón de rey negro, preparando el enroque corto y anticipándose al avance del peón de dama a d4. La respuesta más común del Negro es 2...Cc6, que generalmente conduce a la Apertura española, la Giuoco piano, la Defensa de los dos caballos o la Apertura escocesa. Si el Negro en vez de ello, mantiene la simetría y contraataca el centro blanco con 2...Cf6, entonces se llama la Defensa Petrov. Después de 2...d6, se da la Defensa Philidor, no es popular en el ajedrez moderno porque permite al Blanco una fácil ventaja de espacio mientras que la posición del Negro permanece sin espacio y pasivo, aunque sólido.
Otras respuestas a 2.Cf3 no se ven en las partidas de maestros. La Defensa Damiano (2...f6?) es considerada débil. La Defensa brasileña (2...De7), protege el peón e, pero no ayuda en el desarrollo de las piezas menores y bloquea el alfil de rey. El Gambito elefante (2...d5?!) y el Gambito Letón (2...f5?!) son muy arriesgados para el Negro. 
Las alternativas más populares a 2.Cf3 son la Apertura vienesa (2.Cc3), la Apertura de alfil (2.Ac4) y el Gambito de rey (2.f4). Estas tres aperturas tienen cosas en común las unas con las otras, en particular la Apertura de Alfil que frecuentemente se transpone en variantes de la Apertura vienesa. El Gambito de rey fue extremadamente popular en el siglo XIX. Las Blancas sacrifican un peón para desarrollarse rápidamente y eliminar un peón negro del centro. La Apertura vienesa también realiza frecuentemente este ataque al centro Negro mediante el avance f2-f4.
En la Apertura del centro (2.d4), el blanco inmediatamente abre el centro pero si quiere recuperar el peón después de 2...exd4, el blanco tiene que convivir con un ligeramente prematuro desarrollo de la dama después de 3.Dxd4. Una alternativa es sacrificar uno o dos peones, por ejemplo en el Gambito danés. Los desarrollos tempranos de la dama del Ataque Parham y la Apertura Napoleón parecen muy endebles. Aunque generalmente sólo ha sido jugada por novatos, el Ataque Parham ha sido jugado en unos cuantos torneos de grandes maestros. La Apertura portuguesa, la Apertura Alapín, la Apertura Konstantinopolsky y la Apertura húngara invertida son intentos raros y poco convencionales para las blancas.
- 1.e4 e5 Apertura abierta
- 1.e4 e5 2.Cf3 Cc6 3.Ab5 Apertura española
- 1.e4 e5 2.Cf3 Cc6 3.c3 Apertura Ponziani
- 1.e4 e5 2.Cf3 Cc6 3.d4 Apertura escocesa
- 1.e4 e5 2.Cf3 Cc6 3.Ac4 Apertura italiana Ac5 Giuoco piano y otras variantes (particularmente Cf6)
- 1.e4 e5 2.Cf3 Cc6 3.Ac4 Ac5 4.b4 Gambito Evans
- 1.e4 e5 2.Cf3 Cc6 3.Ac4 Cf6 Defensa de los dos caballos
- 1.e4 e5 2.Cf3 Cc6 3.Ac4 Ae7 Defensa húngara
- 1.e4 e5 2.Cf3 Cc6 3.Ac4 Cd4?! Gambito Blackburne
- 1.e4 e5 2.Cf3 Cc6 3.Ac4 f5?! Gambito Rousseau
- 1.e4 e5 2.Cf3 Cc6 3.Cc3 Cf6 Apertura de los cuatro caballos
- 1.e4 e5 2.Cf3 Cc6 3.Cc3 sin 3...Cf6 Apertura de los tres caballos
- 1.e4 e5 2.Cf3 Cc6 3.g3 Apertura Konstantinopolsky
- 1.e4 e5 2.Cf3 Cf6 Defensa Petrov
- 1.e4 e5 2.Cf3 f5 Gambito Letón
- 1.e4 e5 2.Cf3 f6 Defensa Damiano
- 1.e4 e5 2.Cf3 d5 Gambito elefante
- 1.e4 e5 2.Cf3 d6 Defensa Philidor
- 1.e4 e5 2.Cf3 De7 Defensa brasileña o Defensa Gunderam
- 1.e4 e5 2.Cf3 Df6 Defensa Greco
- 1.e4 e5 2.Ac4 Apertura de alfil
- 1.e4 e5 2.Cc3 Apertura vienesa
- 1.e4 e5 2.f4 Gambito de rey, 2...exf4 (aceptado) o 2...Ac5 u otras jugadas (rehusado)
- 1.e4 e5 2. f4 d5 Contragambito Falkbeer
- 1.e4 e5 2.d4 exd4 3.Dxd4 Apertura del centro
- 1.e4 e5 2.d4 exd4 3.c3 Gambito danés
- 1.e4 e5 2.d4 exd4 3.Ac4 Gambito Getxo
- 1.e4 e5 2.Dh5 Ataque Parham
- 1.e4 e5 2.Ab5 Apertura portuguesa
- 1.e4 e5 2.c3 Apertura López
- 1.e4 e5 2.Cf3 Cc6 3.Ae2 Apertura húngara invertida
- 1.e4 e5 2.Ce2 Apertura Alapín
- 1.e4 e5 2.Df3 Apertura Napoleón
- 1.e4 e5 2.d4 exd4 3.Dxd4 Gambito del centro
- 1.e4 e5 2.Cf3 Cc6 3.Cc3 Cf6 4.Cxe5 Gambito Halloween

### Aperturas semiabiertas (1.e4, el Negro juega algo distinto de 1...e5)
En las aperturas semiabiertas el blanco juega 1.e4 y el negro rompe la simetría replicando con un movimiento distinto de 1...e5. La defensa popular del negro contra 1.e4 es la Defensa siciliana, pero la Defensa francesa y la Defensa Caro-Kann son también muy populares. La Defensa Pirc y la Defensa moderna se ven habitualmente, mientras que la Defensa Alekhine y la Defensa escandinava han hecho sus apariciones en el Campeonato del mundo de ajedrez. La Defensa Nimzovitch es jugable pero rara, así como la Defensa Owen. La Defensa Grob y la Defensa St. George son extravagancias, aunque Tony Miles utilizó una vez la Defensa St. Georges contra el campeón del Mundo Anatoli Kárpov.
La Siciliana conduce a posiciones desequilibradas que pueden ofrecer partidas excitantes para ambos bandos teniendo chances de victoria. La Defensa Frances es considerada una apertura sólida que lleva a un juego cerrado. La Defensa Caro-Kann es sólida ya que el Negro intenta utilizar su peón c para soportar el centro (1.e4 c6 2.d4 d5). La Alekhine, la Pirc y la Moderna son aperturas hipermodernas en que el negro intenta que el blanco construya un gran centro de peones con el objetivo de atacarlo con piezas.
- 1.e4 a6 Defensa St. George
- 1.e4 b6 Defensa Owen
- 1.e4 c5 Defensa siciliana, dentro de la cual lo más común es la variante Najdorf. (2.Cf3 d6 3.d4 cxd4 4.Cxd4 Cf6 5.Cc3 a6)
- 1.e4 c6 Defensa Caro-Kann
- 1.e4 Cc6 Defensa Nimzowitsch
- 1.e4 d5 Defensa escandinava
- 1.e4 d6 2.d4 f5 Defensa Balogh
- 1.e4 d6 2.d4 Cf6 3.Cc3 c6 Defensa checa
- 1.e4 d6 2.d4 Cf6 3.Cc3 g6 Defensa Pirc
- 1.e4 e6 Defensa francesa
- 1.e4 e6 2.d4 c5 Defensa Franco-Benoni
- 1.e4 Cf6 Defensa Alekhine
- 1.e4 g5 Defensa Grob
- 1.e4 g6 Defensa moderna
- 1.e4 f5 Defensa Fred

### Aperturas cerradas (1.d4 d5)
|       |       |       |       |       |       |       |       |       |  |
|       | a8 rd | b8 nd | c8 bd | d8 qd | e8 kd | f8 bd | g8 nd | h8 rd |  |
| a7 pd | b7 pd | c7 pd | d7    | e7 pd | f7 pd | g7 pd | h7 pd |       |  |
| a6    | b6    | c6    | d6    | e6    | f6    | g6    | h6    |       |  |
| a5    | b5    | c5    | d5 pd | e5    | f5    | g5    | h5    |       |  |
| a4    | b4    | c4    | d4 pl | e4    | f4    | g4    | h4    |       |  |
| a3    | b3    | c3    | d3    | e3    | f3    | g3    | h3    |       |  |
| a2 pl | b2 pl | c2 pl | d2    | e2 pl | f2 pl | g2 pl | h2 pl |       |  |
| a1 rl | b1 nl | c1 bl | d1 ql | e1 kl | f1 bl | g1 nl | h1 rl |       |  |
|       |       |       |       |       |       |       |       |       |  |

Las aperturas clasificadas como aperturas cerradas empiezan con 1.d4 d5. El movimiento 1.d4 ofrece los mismos beneficios para el desarrollo y control del centro que 1.e4, pero a diferencia de las aperturas de peón de rey donde el peón e4 no está defendido después del primer movimiento, el peón de d4 está protegido por la dama blanca. Esta ligera diferencia tiene un tremendo efecto en la apertura. Por ejemplo, mientras que el Gambito de rey se juega raramente hoy en día a los más altos niveles, el Gambito de dama continúa siendo un arma popular en todos los niveles de juego. También, comparada con las aperturas de Peón de Rey, las trasposiciones entre variantes son más comunes y críticas en las partidas cerradas.
El Apertura Veresov, el Sistema Colle, el Ataque Stonewall y el Gambito Blackmark-Diemer se clasifican como Aperturas de peón dama porque el blanco juega d4 pero no c4. El Ataque Richter-Veresov se juega pocas veces en partidas de alto nivel. El Sistema Colle y Stonewall son más bien Sistemas, que variantes específicas. El blanco se desarrolla intentando una formación particular sin grandes preocupaciones sobre cómo el negro elige defenderse. Ambos sistemas son populares para jugadores de club porque son fáciles de aprender, pero raramente utilizados por los profesionales porque un oponente bien preparado con negras puede igualar demasiado fácilmente. El Gambito Blackmar-Diemer es un intento del blanco de abrir líneas y obtener oportunidades de ataque. Muchos profesionales lo consideran demasiado arriesgado para partidas serias, pero es popular con aficionados y en partidas rápidas.
Las aperturas cerradas más importantes son las de la familia del Gambito de Dama (el blanco juega 2.c4). Para algunos el Gambito de dama es algunas veces mal llamado gambito, puesto que las blancas siempre pueden reobtener el peón ofrecido. En el Gambito de Dama Aceptado, el negro juega...dxc4, dejando el centro para el desarrollo libre y las oportunidades para intentar dejar al blanco el peón de dama aislado con las jugadas...c5 y...cxd5. El blanco tendrá las piezas activas y posibilidades de atacar. El negro tiene dos caminos populares para declinar el peón, la Defensa eslava (2...c6) y la Defensa ortodoxa (2...e6). Ambos movimientos conducen a un inmenso bosque de variantes que requieren un gran estudio de las aperturas. Entre las muchas posibilidades en el Gambito de Dama Rehusado están la Defensa ortodoxa, la Defensa Lasker, la Variante Cambridge-Springs, la Variante Tartakower y las Defensas Tarrasch y Semi-Tarrasch.
Otras réplicas por parte del negro no son comunes, la Defensa Chigorin (2...Cc6) es jugable, pero rara y la Defensa Simétrica (2...c5) es la oportunidad más directa de la teoría del Gambito de dama - ¿Puede el negro igualar simplemente copiado los movimientos del blanco? Muchos teóricos de aperturas creen que no y consecuentemente la Defensa Simétrica no es popular. La Defensa báltica (2...Af5) toma la solución más directa para resolver el problema del alfil de dama negro desarrollándolo en el segundo movimiento. Aunque no tiene la confianza de muchos jugadores de élite, no ha sido refutada y algunos grandes maestros de envergadura la han jugado. El Contragambito Albin (2...e5) es generalmente considerado demasiado arrriesgado para torneos de alto nivel. De manera similar, la Defensa Marshall (2...Cf6) es muy rara en partidas de grandes maestros, ya que los teóricos la consideran definitivamente inferior para el negro.
- 1.d4 d5 Apertura cerrada
- 1.d4 d5 2.Cc3 Cf6 3.Ag5 Apertura Veresov
- 1.d4 d5 2.c4 Gambito de dama, dentro del cual:
  - 1.d4 d5 2.c4 dxc4 Gambito de dama aceptado
  - 1.d4 d5 2.c4 c5 Defensa simétrica
  - 1.d4 d5 2.c4 c6 Defensa eslava
  - 1.d4 d5 2.c4 e6 3.Cc3 Cf6 4.Cf3 c6 Defensa semieslava, puede derivar en Defensa Merano
  - 1.d4 d5 2.c4 Cc6 Defensa Chigorin
  - 1.d4 d5 2.c4 e5 Contragambito Albin
  - 1.d4 d5 2.c4 e6 Defensa ortodoxa
  - 1.d4 d5 2.c4 Af5 Defensa báltica
  - 1.d4 d5 2.c4 Cf6 Defensa Marshall
- 1.d4 d5 2.e3 Ataque Stonewall
- 1.d4 d5 2.e4 Gambito Blackmar
- 1.d4 d5 2.Cf3 Cf6 3.e3 Sistema Colle

### Aperturas semicerradas (1.d4, el Negro juega algo distinto de 1...d5)
Las aperturas semicerradas empiezan con 1.d4  a lo que les sigue una respuesta del negro distinta a d5.
Antiguamente clasificadas dentro de las aperturas cerradas, los hallazgos de la escuela hipermoderna a principios del siglo XX y la sistematización que hicieron estrategas soviéticos en la década de los 1950 y 1960 demostrando que son sistemas válidos y ventajosos, han popularizado estas aperturas hasta hacerlas merecedoras de una clasificación propia, y en la actualidad son más populares que las estrictamente cerradas.
Algunas de las aperturas semicerradas más conocidas son los sistemas indios, en los que el negro lo primero que mueve es un caballo (1.d4 Cf6) junto a otras aperturas que se mencionan posteriormente.

#### Sistemas indios (1.d4 Cf6)
|       |       |       |       |       |       |       |       |       |  |
|       | a8 rd | b8 nd | c8 bd | d8 qd | e8 kd | f8 bd | g8    | h8 rd |  |
| a7 pd | b7 pd | c7 pd | d7 pd | e7 pd | f7 pd | g7 pd | h7 pd |       |  |
| a6    | b6    | c6    | d6    | e6    | f6 nd | g6    | h6    |       |  |
| a5    | b5    | c5    | d5    | e5    | f5    | g5    | h5    |       |  |
| a4    | b4    | c4    | d4 pl | e4    | f4    | g4    | h4    |       |  |
| a3    | b3    | c3    | d3    | e3    | f3    | g3    | h3    |       |  |
| a2 pl | b2 pl | c2 pl | d2    | e2 pl | f2 pl | g2 pl | h2 pl |       |  |
| a1 rl | b1 nl | c1 bl | d1 ql | e1 kl | f1 bl | g1 nl | h1 rl |       |  |
|       |       |       |       |       |       |       |       |       |  |

Los sistemas indios son defensas asimétricas contra 1.d4 que emplean estrategias de ajedrez hipermoderno. Son comunes los fianchettos en muchas de estas aperturas. Como en las aperturas cerradas, las trasposiciones son importantes y muchas de las defensas Indias se pueden alcanzar por varios órdenes de movimientos. Aunque las defensas indias fueron defendidas en los años 1920 por jugadores de la escuela hipermoderna, no se aceptaron completamente hasta que los jugadores soviéticos demostraron a finales de los años 1940 que estos sistemas son buenos para el negro. Desde entonces, las defensas Indias han sido las respuestas más populares contra 1.d4 porque ofrecen una partida desbalanceada con oportunidades para ambos bandos.
La defensa Benoni es una respuesta agresiva por parte de las negras para desequilibrar la posición y obtener un juego activo de piezas a costa de permitir al blanco un peón cuña en d5 y una mayoría central. El blanco normalmente juega para romper en el centro con e5, mientras que el negro intenta efectuar...b5. Mijaíl Tal popularizó la defensa en los años 1960 ganando varias partidas brillantes con ella y Bobby Fischer ocasionalmente la adoptó, con buenos resultados, incluyendo una victoria en su partida por el campeonato del mundo contra Boris Spassky. A menudo el negro adopta un orden de movimientos ligeramente diferente, jugando 2...e6 antes de 3...c5. Muchos jugadores realizan este orden con las negras para evitar las líneas más agudas para las blancas. Después de 1.d4 Cf6 2.c4 c5 3.d5 e6 4.Cc3 exd5 5.cxd5 d6 6.e4 Ag7, el blanco puede jugar la aguda 7.Ab5+ Cfd7 (considerado lo mejor) 8.f4; jugando 1.d4 Cf6 2.c4 e6 3.Cf3 c5, el negro evita esta línea.
El gambito Volga a menudo es jugado por jugadores fuertes y es muy popular a nivel aficionado. El negro juega para abrir las líneas en el flanco de dama mientras el blanco será objeto de una presión considerable. Si el blanco acepta el gambito, la compensación del negro es posicional más que táctica y su iniciativa puede durar incluso después de muchos cambios de piezas y entrar con buena posición en el final. El blanco a menudo declina el gambito o devuelve el peón sacrificado para compensar la ventaja táctica del negro.
Recomendada por Nimzowitsch ya en 1913, la defensa Nimzo-India fue el primero de los Sistemas Indios en tener total aceptación. Continúa siendo una de las defensas más respetadas y populares contra 1.d4. El negro ataca el centro con piezas y está preparado para cambiar un alfil por un caballo para debilitar el flanco de dama blanco con peones doblados.
La defensa india de dama es considerada sólida y segura. El negro a menudo elige la Defensa india de dama cuando el blanco evita la Nimzo-India jugando 3.Cf3 en vez de 3.Cc3. El negro construye una posición sana que no hace concesiones posicionales, aunque algunas veces es difícil para el negro obtener buenas oportunidades de victoria. Anatoli Kárpov es un experto que lidera los análisis de esta apertura.
La defensa Bogoindia es una sólida alternativa a la India de dama a la que se traspone algunas veces. Sin embargo, es menos popular que la India de dama, tal vez porque muchos jugadores se resisten a perder la pareja de alfiles (particularmente sin doblar los peones blancos), ya que a menudo el negro lo termina haciendo después de 4.Cbd2. La variante clásica 4.Ad2 De7 también se ve a menudo, aunque más recientemente 4...a5!? e incluso 4...c5!? han emergido como alternativas. 4.Cc3, transponiendo a la Nimzoindia es perfectamente jugable pero raramente visto, ya que muchos jugadores juegan 4.Cf3 para evitar esa apertura.
La defensa india de rey es agresiva, algunas veces arriesgada y generalmente indica que el negro no estará satisfecho con unas tablas. Aunque se jugó ocasionalmente a principios del siglo XIX, la India de Rey fue considerada inferior hasta los años 1940 cuando fue puesta de relieve en las partidas de David Bronstein, Boleslavski y Samuel Reshevsky. Bobby Fischer estaba a favor de esta defensa contra 1.d4, su popularidad perdió intensidad a mediados de los años 1970. Los éxitos de Gari Kaspárov con la defensa restauraron la prominencia de la India de rey en los años 1980. Nakamura es hoy en día uno de los mejores jugadores del mundo que juega esta apertura y ha tenido con ella muchos triunfos y partidas memorables.
Ernst Grünfeld jugó por primera vez la Defensa Grünfeld en 1922. Distinguida por el movimiento 3...d5, Grünfeld intentó mejorar la India de rey que no se consideraba completamente satisfactoria en ese momento. La Grünfeld ha sido adoptada por los Campeones del Mundo como Vasily Smyslov, Bobby Fischer y Gari Kaspárov. El jugador Peter Svidler la ha estudiado muy en profundidad y sus partidas merecen ser estudiadas por aquel que quiera jugar esta apertura.
La Defensa india antigua fue introducida por Tarrasch en 1902, pero se asocia más comúnmente con Mijaíl Chigorin que la adoptó cinco años después. Es similar a la India de rey en la que ambos realizan ...d6 y ...e5, pero en la India Antigua el alfil de rey negro se desarrolla por e7 en vez de en fianchetto por g7. La India antigua es sólida, pero la posición del negro normalmente está restringido y carece de las posibilidades dinámicas que se encuentran en la India de rey.
La Apertura catalana se caracteriza porque la formación de peones blancas tiene dos peones centrales en c4 y d4 y su alfil de rey se desarrolla mediante un fianchetto. Es una combinación del Gambito de dama y la Apertura Reti. Como a la Catalana se puede llegar desde órdenes muy diferentes (una secuencia del estilo 1.d4 d5 2.c4 e6 3.Cf3 Cf6 4.g3); algunas veces se llama Sistema Catalán.
El Ataque Neo-Indio, el Ataque Torre y el Ataque Trompowsky son variantes anti-Indias para el blanco. Como en la Apertura Veresov, realizan Ag5 y evitan mucha de la teoría detallada en otras aperturas de peón dama.
La Defensa mexicana o Defensa tango de los dos caballos introducida por Carlos Torre en 1925 en Baden-Baden comparte similitudes con la Defensa Alekhine ya que el negro intenta inducir un avance prematuro de los peones blancos. A partir de ella, se puede trasponer a muchas otras defensas.
El Contragambito Blumenfeld tiene un superficial pero confuso parecido con el Gambito Volga, pero los objetivos del negro son muy diferentes. El negro sacrifica un peón lateral en un intento de construir un centro fuerte. El blanco puede aceptar el gambito o declinarlo manteniendo una pequeña ventaja posicional. Aunque el Blumenfeld es jugable para las negras no es muy popular.
La Defensa Döry no es común, pero fue adoptada algunas veces por Paul Keres. Algunas veces se traspone a variantes de la Defensa India de Dama pero también hay líneas independientes.
La Defensa Budapest se juega raramente en partidas estándar de grandes maestros, pero sí la juegan en partidas rápidas o por Internet. Aunque es un gambito, el blanco normalmente permite que el negro recupere el peón sacrificado.
- 1.d4 Cf6 2.c4 c5 Defensa Benoni
- 1.d4 Cf6 2.c4 c5 3.d5 b5 Gambito Volga
- 1.d4 Cf6 2.c4 Cc6 Defensa mexicana
- 1.d4 Cf6 2.c4 d6 Defensa india antigua
- 1.d4 Cf6 2.c4 e5 Defensa Budapest
- 1.d4 Cf6 2.c4 e6 3.Cc3 Ab4 Defensa Nimzoindia
- 1.d4 Cf6 2.c4 e6 3.Cf3 Ab4+ Defensa Bogoindia
- 1.d4 Cf6 2.c4 e6 3.Cf3 b6 Defensa india de dama
- 1.d4 Cf6 2.c4 e6 3.Cf3 c5 4.d5 b5 Contragambito Blumenfeld
- 1.d4 Cf6 2.c4 e6 3.Cf3 Ce4 Defensa Döry
- 1.d4 Cf6 2.c4 e6 3.Ag5 Ataque Neo-Indio
- 1.d4 Cf6 2.c4 e6 3.g3 Apertura Catalana
- 1.d4 Cf6 2.c4 g6 3.Cc3 d5 Defensa Grünfeld
- 1.d4 Cf6 2.c4 g6 3.Cc3 Ag7 Defensa india de rey
- 1.d4 Cf6 2.Cf3 e6 3.Ag5 Ataque Torre
- 1.d4 Cf6 2.Ag5 Ataque Trompowsky

#### Otras respuestas del negro ante 1.d4
Hay otras defensas que se pueden jugar contra 1.d4. La más común es la agresiva Defensa holandesa, adoptada por los Campeones del mundo Alexander Alekhine y Mijaíl Botvínnik y jugada también por el candidato David Bronstein (ambos la jugaron en el partida por el Campeonato del mundo de ajedrez de 1951, sigue siendo jugada ocasionalmente a alto nivel por Nigel Short y otros. Otra apertura bastante común es la Defensa Benoni Clásica, que se puede convertir en salvaje con las variantes Indias modernas, aunque otras variantes son más sólidas.
El resto de las aperturas en esta sección no son comunes. El Gambito Englund es un extraño y dudoso sacrificio. La Defensa polaca nunca ha sido muy popular, pero la han intentado jugar Boris Spassky, Ljubomir Ljubojević e István Csom, entre otros. La Defensa Keres es completamente jugable, pero tiene escaso valor como apertura independiente, ya que a menudo transpone en la holandesa, la Nimzoindia o la Bogo-India. La Defensa del caballo de dama es una apertura rara que a menudo transpone a la Defensa Nimzowitsch después de 1.d4 Cc6 2.e4 o a la Defensa Chigorin después de 1.d4 Cf6 2.c4 d5, aunque puede conducir a líneas únicas, por ejemplo después de 1.d4 Cc6 2.d5 o 2.c4 e5.
- 1.d4 f5 Defensa holandesa
- 1.d4 c5 Defensa Benoni Clásica
- 1.d4 e5 Gambito Englund
- 1.d4 b5 Defensa polaca
- 1.d4 e6 2.c4 Ab4+ Defensa Keres o Defensa canguro
- 1.d4 Cc6 Defensa del caballo de dama
- 1.d4 d6 Defensa Wade
- 1.d4 e6 2.c4 b6 Defensa inglesa

### Aperturas de flanco (Inglesa, Réti, Bird y fianchetos blancos)
Las aperturas de flanco son un grupo de aperturas del blanco caracterizadas por jugar en uno o ambos flancos. Las opciones válidas para el blanco son avanzar una casilla los peones b y g o avanzar dos posiciones los peones b, c y f o mover un caballo a su posición más central.
El blanco juega con un estilo hipermoderno, atacando el centro desde los flancos con piezas más que ocupándolo con peones. Estas aperturas se juegan a menudo y 1.Cf3 y 1.c4 siguen la pista de 1.e4 y 1.d4 en popularidad como movimientos de apertura.
Si el blanco abre con 1.Cf3, la partida a menudo llega a aperturas cerradas o semicerradas con un orden de movimientos distinto (a esto se llama transposición), pero aperturas propias como la Apertura Reti y el Ataque indio de rey son también comunes. La propia Reti se caracteriza porque el blanco juega 1.Cf3, fianchetando uno o ambos alfiles y no se juega un temprano d4 (que generalmente transpondría en alguna apertura cerrada).
El Ataque indio de rey es un sistema de desarrollo que puede utilizar el blanco como respuesta a casi todos los movimientos de apertura del negro. La característica de la configuración del Ataque indio es 1.Cf3, 2.g3, 3.Ag2, 4.0-0, 5.d3, 6.Cbd2 y 7.e4, aunque estos movimientos se pueden jugar en órdenes muy diferentes. De hecho, el Ataque indio es más probable haberlo alcanzado después de 1.e4 cuando el blanco lo utiliza para responder a alguna apertura semiabierta como la Caro-Kann, Francesa o Siciliana o incluso en aperturas abiertas después de 1.e4 e5. Su gran ventaja es que adoptando este conjunto de patrones, el blanco puede evitar la gran suma de estudio de aperturas requerido para preparar las muchas respuestas diferentes del negro contra 1.e4.
La Apertura inglesa también se transpone frecuentemente a aperturas de d4, pero puede tener un carácter independiente como las variantes simétricas (1.c4 c5) y la variante siciliana (1.c4 e5).
La Apertura Larsen y la Apertura polaca se han jugado ocasionalmente en torneos de Grandes Maestros. Pal Benko utilizó 1.g3 para derrotar a Bobby Fischer y a Tal en el Torneo de candidatos de 1962 en Curazao.
Con la Apertura Bird el blanco intenta tener un fuerte control de la casilla e5. La apertura puede parecerse a una Defensa holandesa inversa, o el negro puede romper jugando 1...e5!? (el Gambito From).
- 1.b3 Apertura Larsen
- 1.b4 Apertura polaca
- 1.Cc3 Apertura Dunst
- 1.c4 Apertura inglesa
- 1.Cf3 Apertura Reti (generalmente seguida del fiancheto de uno o ambos alfiles y retrasando d4).
- 1.Cf3, 2.g3, 3.Ag2, 4.0-0, 5.d3, 6.Cbd2, 7.e4 Ataque indio de rey (puede jugarse en múltiples órdenes)
- 1.f4 Apertura Bird
- 1.g3 Apertura Benko

### Aperturas irregulares
Antiguamente el término se refería a cualquier apertura que no avanzase inicialmente el caballo de alfil o de torre. Después de la sistematización de la teoría del ajedrez realizada durante el siglo XX, el término ha quedado restringido a las aperturas inusuales del blanco que no le aportan ventaja.
Son las que mueven un caballo al lateral del tablero o avanzan un peón (excepto b3 y g3) una sola casilla o mueven dos posiciones los peones laterales de las filas a, g y h.
Cada una de estas aperturas es raramente adoptada por una o más de las siguientes razones: se consideran demasiado pasivas para el blanco (p.ej. 1.e3, 1.d3, 1.c3), gratuitamente debilita la posición blanca (e.g., 1.f3, 1.g4), no ayuda nada al desarrollo o al control del centro blanco o hace que el caballo se desarrolle a posiciones laterales (1.Ch3 o 1.Ca3).
- 1.a3 Apertura Anderssen
- 1.Ca3 Ataque Durkin
- 1.a4 Apertura Ware
- 1.c3 Apertura Zaragoza
- 1.d3 Apertura Mieses
- 1.e3 Apertura Vant Kruijs
- 1.f3 Apertura Gedult
- 1.g4 Ataque Grob
- 1.h3 Apertura Clemenz
- 1.Ch3 Apertura París
- 1.h4 Apertura Deprez